# Gishubi (Burundi)
Gishubi è un comune del Burundi situato nella provincia di Gitega con 55.927 abitanti (censimento 2008).

## Geografia antropica

### Suddivisioni amministrative
Il comune è suddiviso in 33 colline.